# Racing Club de Irún
El Racing Club de Irún fue un equipo de futbol creado en el 1908 en Irún. Este se originó tras el cese del Irun Sporting Club (1902). Ganó la Copa del Rey en la temporada 1912-13.

## Historia
El 25 de diciembre de 1908 quedaba constituido el Racing Club de Irún, tras miembros del Irún Sporting Club se separasen de la junta del club. En febrero debutan en partido amistoso frente al Ciclista F.C. de San Sebastián, con resultado de 3-1 a favor del Racing. Su presidente fue Leandro Picabea y disputaba sus encuentros en el Campo de Costorbe, inaugurado el 14 de septiembre de 1911 con un encuentro frente al Athletic Club con un resultado de 1-2, destacando el Campeonato de 1913 ganado por el Racing Club de Irún tras ganar al Barcelona en la semifinal por 1-0, y al Athletic Club de Bilbao en la final por 1-0 en el segundo encuentro, ya que en el primero se llegó al tiempo reglamentario con empate a dos. Tras el regreso y la debida celebración, es nombrado presidente de honor del club el rey Alfonso XIII, siendo aceptada esta el 7 de julio de 1913 y pasando a ser desde ese momento a ser conocido como Real Racing Club de Irún.En 1915 se fusiona con el Irún Sporting Club y se crea el Real Unión club.

## Palmarés
- Copa del Rey de Futbol 1913